# Cestni most Antonivka
Cestni most Antonivka (ukrajinsko Антонівський автомобільний міст, latinizirano: Antonivs'kyj avtomobil'nyj mist), običajno imenovan Antonivskij most (Антонівський міст [ɐnˈtɔn⁽ʲ⁾iu̯sʲkɪj m⁽ʲ⁾ist]), je uničen škatlasto gredni most čez reko Dneper v Hersonu v Hersonski oblasti v južni Ukrajini. Med rusko  invazijo na Ukrajino je postal žarišče bojev in je bil novembra 2022 večinoma uničen.

## Projektiranje in konstrukcija
Most so načrtovali že od leta 1977. Odprli so ga 24. decembra 1985. Stal je na rečnem kilometru 37,4 blizu mesta Antonivka, del Hersonkega rajona v Hersonski oblasti in je povezoval Antonivko z naseljem Dači na otoku Antonivski, ki je povezan s krajem Oleški prek ceste E97 in drugega mostu čez reko Konka. Most Antonivka je bil dolg 1366 m in širok 25 m, z voziščem širine 20,5 m, in je stal na 31 stebrih višine 17,2 m. Na vsaki strani ceste je imel 1,5 m širok pločnik za pešce.
Pred rusko-ukrajinsko vojno se je po mostu vsak dan v povprečju peljalo 10.500 vozil.

## Ruska invazija na Ukrajino

### Rusko zajetje
Most je med bitko za Herson februarja 2022 večkrat zamenjal lastnika. Ruska vojske je poskušala vzpostaviti pot s Krima, ki ga je zasedala Rusija, v osrednjo Ukrajino. Ukrajinske sile so 26. februarja 2022 po hudih bojih nazadnje izgubile nadzor nad območjem, pri čemer je na mostu obležalo več mrtvih vojakov in uničenih vojaških vozil.
V dnevnem poročilu obveščevalnih služb britanskega ministrstva za obrambo iz sredine julija 2022 je bil most opisan kot »ključna ranljivost za ruske sile«. Opazovalci so menili, da je to najpomembnejši cestni prehod do območij pod ruskim nadzorom zahodno od reke Dneper, edini drugi prehod je bil pri hidroelektrarni Kahovka.

### Ukrajinski napadi na most
19. julija je bil most poškodovan zaradi ukrajinskega raketnega ognja, domnevno z uporabo raket M142 HIMARS, ki so jih dobavile Združene države. Ukrajinske sile so naslednji dan znova napadle most. Ruske sile so se ga trudile popraviti in so ga začasno zaprle za tovorni promet. Dva napada na most, kot tudi pripombe ruskega zunanjega ministra Sergeja Lavrova, da bi se ozemeljske pridobitve Ukrajine v Hersonski oblasti utrdile zaradi uporabe orožja širšega dometa, kamor sodi HIMARS, so opazovalci ocenili, da kažejo, da bi lahko regija postala eno od žarišč spopadov.
26. julija 2022 ob približno 22.55 je most utrpel veliko škodo zaradi ukrajinskega raketnega obstreljevanja s HIMARS, zaradi česar je bil most zaprt za potniški promet. Nekateri opazovalci so menili, da je bil ta tretji napad del pred tem napovedane ukrajinske protiofenzive, katere cilj je bila osvoboditev Hersonske oblasti. Ruska tiskovna agencija je poročala, da so ruski sistemi zračne obrambe prestregli izstrelke, vendar so temu oporekale ukrajinske sile ter vizualni dokazi. Kasnejša poročila in video posnetki z dne 27. julija so pokazali, da je bilo cestišče na mostu poškodovano in neuporabno za prevoz težkih vozil.
Do 23. avgusta so bila popravila na mostu zaključena in ponovno so ga uporabljale ruske sile. 25. avgusta so satelitske slike pokazale 16 lukenj na južnem koncu mostu ter kolone vozil na obeh straneh reke, kjer so začasne trajektne storitve omogočile prehod čez Dneper. Ruske sile so zgradile pontonski most na vzhodni strani mostu, ki je bil 60 % dokončan do 25. avgusta.
Ukrajinsko poročanje je navajlo, da je bil prehod ponovno napaden 29. avgusta. Napadi na most in začasni prehod s trajektom so se nadaljevali do konca avgusta. V začetku septembra so ruske oblasti sporočile, da bo most več tednov neprehoden za avtomobile.

### Ruski umik
Ukrajinska vojska je v novembru osvobodila Hersonsko oblast na desnem bregu Dnepra. Del mostu se je do 11. novembra porušil. Po navedah ruskega vojaškega blogerja Rybar, je med umikom ruska vojska most razstrelila. Za umik so uporabili pontonski most v bližini.